# Еріх Флейшер
Еріх Флейшер — український дипломат. Консул Української Народної Республіки в Ризі (1919).

## Життєпис
У листопаді — грудні 1919 року виконував обов'язки консула УНР у Ризі, був місцевим німцем.
28 листопада 1919 р. виконувач обов'язків консула УНР Еріх Флейшер просив дозволу в штабі головнокомандувача армії Латвії відрядити до Єлгави для пошуку сім'ї громадянина України Генріха Брадена, що й було виконано.